# Andriej Bondariew
Andriej Leontjewicz Bondariew (ros. Андре́й Лео́нтьевич Бо́ндарев, ur. 7 sierpnia?/20 sierpnia 1901 w chutorze Bondariew, gubernia kurska, zm. 23 września 1961 we wsi Borowo-Griniew) – radziecki dowódca wojskowy, generał porucznik gwardii (od 1943), Bohater Związku Radzieckiego (16 października 1943).

## Życiorys
Od 1921 służył w Armii Czerwonej, w 1922 skończył kursy dowódców piechoty w Krzemieńczuku, w 1924 został członkiem RKP(b). Pełnił funkcje dowódcze na Ukrainie, w 1927 ukończył kijowską zjednoczoną wojskową szkołę piechoty im. Kamieniewa i został skierowany do służby w Leningradzkim Okręgu Wojskowym, gdzie następnie pełnił funkcje sztabowe. W marcu 1939 został dowódcą 168 Dywizji Piechoty i na tym stanowisku brał udział w wojnie z Finlandią, w 1941 ukończył kursy doskonalenia kadry dowódczej. Podczas wojny z Niemcami walczył na Froncie Leningradzkim, początkowo z fińską armią, później z niemiecką armią, od 18 listopada 1941 do początku stycznia 1942 dowodził 8 Armią Frontu Leningradzkiego. Później został skierowany na Front Wołchowski, w 1942 ukończył przyśpieszony kurs Wyższej Akademii Wojskowej im. Woroszyłowa, następnie walczył kolejno na Froncie Centralnym, Woroneskim i 1 Ukraińskim jako dowódca 17 Gwardyjskiego Korpusu Piechoty w składzie 13 Armii, 70 Armii, 60 Armii i 38 Armii. W nocy na 22 września 1943 na czele korpusu brał udział w forsowaniu Dniepru w rejonie brahińskim, odpierając wiele niemieckich kontrataków. Później brał udział w operacji żytomiersko-berdyczowskiej, proskurowsko-czerniowieckiej, lwowsko-sandomierskiej, zachodniokarpackiej i morawsko-ostrawskiej. W tym czasie dowodził 101 Korpusem Strzeleckim. 28 kwietnia 1943 otrzymał stopień generała porucznika. Po wojnie w latach 1946–1947 był wykładowcą w Wyższej Akademii Wojskowej im. K. Woroszyłowa, następnie dowodził korpusem powietrznodesantowym. Od 1950 był zastępcą dowódcy 7 Gwardyjskiej Armii, szefem wydziału przygotowania bojowego.
Od 1955 w rezerwie.

## Odznaczenia
Odznaczony 3 Orderami Lenina (w tym 16 października 1943), 5 Orderami Czerwonego Sztandaru (w tym 26 stycznia 1940, 20 listopada 1941 i 3 listopada 1944), Orderami Kutuzowa I i II stopnia, Orderem Bogdana Chmielnickiego I stopnia, Orderem Suworowa II stopnia, Orderem Czerwonej Gwiazdy (20 lutego 1938), Medalem XX-lecia Armii Czerwonej (1938), Medalem za Obronę Stalingradu (1943), Medalem za Obronę Leningradu (1943), innymi medalami i orderami zagranicznymi, w tym polskim Orderem Krzyża Grunwaldu II klasy (24 czerwca 1946).